# Gawrail Pantschew
Gawrail Panchew (bulgarisch Гавраил Ненчев Панчев; * 15. Oktober 1954 in Stambolijski, Oblast Plowdiw, Bulgarien; † 2. April 2020) war ein bulgarischer Philologe und Autor.

## Leben und Wirken
Pantschew hat 1982 sein Studium im Fach „Bulgarische Philologie“ an der „Paisij Chilendarski“ Universität Plowdiw abgeschlossen. Von 1983 bis 1991 war er zunächst als Lehrer, dann als Stellvertretender Direktors (1990 bis 1991) am Gymnasium „Otez Paisij“ in seiner Heimatstadt tätig. Von 2000 bis 2002 war er Direktor der Stiftung „Europäischer Monat der Kultur“ der Stadt Plowdiw. In den Jahren nach der Wende (1989) hat er in Zeitungen und Zeitschriften wie „Demokracia“, „Filosofski alternativi“, „Literaturen forum“, „Demokratitscheski pregled“ und „Mariza“ u. a. eine Vielzahl von Artikeln veröffentlicht.
Gawrail Pantschew war außerdem noch Autor von neun Büchern, wobei sein letztes Werk, eine dreibändige Biografie über Aleko Konstantinow, von der Bulgarischen Akademie der Wissenschaften als „die beste Forschungsarbeit über das Leben des angesehenen Schriftstellers und Würdenträgers Bulgariens“ eingeschätzt wurde.

## Veröffentlichungen
- Zwischen Sklaverei und Freiheit (nur bulg. „Между робството и свободата“; Mezhdu robstwoto i swobodata) (1994)
- Die Veränderung (nur bulg. „Промяната“; Promjanata) (1994)
- Ubiistvoto Na Aleko Konstantinow. Literaturen forum 1997; ISBN 954-8121-85-9.
- Aleko Konstantinow - Biografia 1 (2003)
- Aleko Konstantinow - Biografia 2 (2003)
- Aleko Konstantinow - Biografia 3 (2008)
- Komunizmŭt kato komunizŭm. Poligraf, 1993